# Renaissance Tel Aviv Hotel
Hotel Renaissance Tel Aviv – czterogwiazdkowy hotel Tel Awiwie, w Izraelu. Należy do sieci hoteli Renaissance Hotels.
Hotel jest usytuowany przy nadmorskiej ulicy HaYarkon w osiedlu Cafon Jaszan w Tel Awiwie. Rozciąga się stąd widok na Morze Śródziemne.

## Historia
Hotel wybudowano w 1971, korzystając z nowatorskiego wówczas sposobu budowy fundamentów. Budynek wzniesiono na sześciu filarach o średnicy 3 metry każdy, które sięgają na głębokość 40 metrów pod ziemię – jest to poziom poniżej powierzchni morza.

## Pokoje i apartamenty
Hotel dysponuje 342 pokojami hotelowymi i apartamentami. Każdy pokój wyposażony jest w klimatyzację, biurko, minibarek, sejf, lodówkę na życzenie, automatyczną sekretarkę, dostęp do płatnego Internetu, telefon obsługujący kilka linii, telewizję kablową, radio z budzikiem, łazienkę do użytku prywatnego, telefon w łazience, dostępna pościel dla alergików, dostępne łóżeczka dziecięce, otwierane okna z roletami światłoszczelnymi, osobny salon i własny balkon. W hotelu jest dozwolone palenie. Wszystkie pokoje posiadają klucze elektroniczne/magnetyczne.
Hotel świadczy dodatkowe usługi w zakresie: ochrony, personelu wielojęzycznego, opieki nad dziećmi, dostępu do wózków inwalidzkich, organizowaniu imprez okolicznościowych i wesel, pomocy medycznej, pomocy w organizowaniu wycieczek, pralni, sejfu w recepcji, usług spa (sauna, masaże, zabiegi, siłownia, fitness), wypożyczania telefonów komórkowych i transportu z lotniska. Dla ułatwienia komunikacji w budynku jest winda.

## Inne udogodnienia
Znajduje się tutaj sala konferencyjna z zapleczem do obsługi zorganizowanych grup. Dodatkowo można korzystać z basenu kąpielowego położonego na zewnątrz budynku. W hotelu jest kryty parking, kantor, restauracja, kawiarnia, sala bankietowa, sklep z pamiątkami, kiosk oraz wypożyczalnia samochodów. Z zajęć sportowych hotel umożliwia dostęp do aerobiku, strzelnicy golfowej, minigolfa, zajęć jogi z instruktorem, koszykówki, siatkówki, kręgielni, pływania, tenisa, wędkarstwa i sportów wodnych (łodzie motorowe, skutery wodne, surfing, wioślarstwo), oraz wycieczek lotniczych samolotami lub helikopterami.

## Wykorzystanie
W budynku swoje siedziby mają następujące firmy: Nizan Inbar Project Management Ltd., Architect Adar S. Peled, Renaissance Hotels, Resorts & Suites, Omer Elevators Ltd..